# Gupolo
Gupolo is een bestuurslaag in het regentschap Ponorogo van de provincie Oost-Java, Indonesië. Gupolo telt 2085 inwoners (volkstelling 2010).